# Панчо Вилья (боксёр)
Франсиско Вильяруэль Гильедо ((англ. Francisco Villaruel Guilledo); более известный как Панчо Вилья, (англ. Pancho Villa); 1 августа 1901, Илоило, Филиппины — 14 июля 1925, Сан-Франциско, США) — филиппинский боксёр. Чемпион мира в наилегчайшей весовой категории (1923—1925). Первый представитель Филиппин и Азии, ставший чемпионом мира по профессиональному боксу. Член Международного зала боксёрской славы.

## Биография
Родился 1 августа 1901 года в Илоило, Филиппины.
Прозвище Панчо Вилья получил от боксёрского промоутера Фрэнка Черчилля, который так назвал Франсиско в честь мексиканского генерала.

## Профессиональная карьера
Дебютировал на профессиональном ринге 1 января 1919 года. Одержал победу нокаутом в 3-м раунде.
7 июня 1922 года проиграл по очкам американцу Эйбу Голдстейну.
6 июля 1922 года проиграл по очкам американцу Фрэнки Дженнаро.
22 августа 1922 года во второй раз встретился с Фрэнки Дженнаро. Снова уступил по очкам.
14 сентября 1922 года нокаутировал в 11-м раунде американца Джонни Баффа и отобрал у него титул чемпиона Америки в наилегчайшем весе.
16 ноября 1922 года во второй раз в встретился с Эйбом Голдстейном. Победил по очкам.
1 марта 1923 года в третий раз встретился с Фрэнки Дженнаро. Проиграл по очкам и потерял титул чемпиона Америки.

### Чемпионский бой с Джимми Уайлдом
18 июня 1923 года встретился с чемпионом мира в наилегчайшем весе британцем Джимми Уайлдом. Одержал победу нокаутом в 7-м раунде. Вилья стал первым представителем Филиппин и Азии, завоевавшим титул чемпиона мира по профессиональному боксу.
8 сентября 1923 года победил по очкам американца Бада Тейлора.
12 октября 1923 года победил по очкам американца Бенни Шварца и защитил чемпионский титул.
6 марта 1924 года во второй раз встретился с Бадом Тейлором. Проиграл по очкам. Титул Вильи на кону не стоял.
30 мая 1924 года победил по очкам британца Фрэнка Эша и защитил чемпионский титул.
10 июня 1924 года в третий раз встретился с Бадом Тейлором. Победил по очкам.
2 мая 1925 года победил по очкам филиппинца Клевера Сенсио и защитил чемпионский титул.
4 июля 1925 года проиграл по очкам канадцу Джимми Макларнину.

## Смерть
На 4 июля 1925 года у Вильи был запланирован бой против Джимми Макларнина. За несколько дней до боя у филиппинца опухло лицо из-за проблем с зубом мудрости, который вскоре удалили. Через несколько дней после боя ему удалили ещё три зуба из-за инфекции. Состояние спортсмена ухудшилось. 13 июля он был доставлен в больницу. Было обнаружено, что инфекция распространилась на горло и это привело к ангине Людвига. Боец впал в кому и умер на следующий день. Боксёру было всего 23 года. В августе 1925 года его останки были перезахоронены на Северном кладбище в Маниле..

## Титулы и достижения

### Региональные
- Чемпион Америки в наилегчайшем весе (1923).

### Мировые
- Чемпион мира в наилегчайшем весе (1923—1925).

### Другие
- Первый представитель Филиппин, ставший чемпионом мира по профессиональному боксу.
- Первый представитель Азии, ставший чемпионом мира по профессиональному боксу.

## Признание
- Включён во Всемирный зал боксёрской славы.
- В 1994 году включён в Международный зал боксёрской славы[2].